# Alliance (Ohio)
Alliance település az Amerikai Egyesült Államok Ohio államában, Stark megyében. Lakosainak száma 21 672 fő (2020. április 1.).

## Közlekedés
A települést érinti az Amtrak egyik távolsági vasúti járata is, a Capitol Limited.

## Népesség
A település népességének változása:

| 2010 | 22 282 |
| 2020 | 21 672 |